# Narjan-Mar
Narjan-Mar (Russisch: Нарьян-Мар) is de hoofdstad van het autonome district Nenetsië binnen de oblast Archangelsk. De stad ligt in het noorden van Rusland ten noorden van de Noordpoolcirkel op 110 kilometer van de Barentszzee. De stad ligt op het Laagland van Petsjora, aan de benedenloop van de rivier de Petsjora op de oostelijke oever, ongeveer 100 kilometer van haar monding aan de Petsjorabaai. De stad ligt op 2230 kilometer van Moskou en 1097 kilometer van Archangelsk. Rondom de stad ligt voornamelijk toendra en taiga. De haven van Narjan-Mar kan vanaf zee bereikt worden met schepen met diepgang van maximaal 4,5 meter. De stad heeft een vliegveld waarmee onder andere op Moskou wordt gevlogen. Ook helikopters vliegen op Narjan-Mar, onder andere vanaf Varandej.
Vroeger lag er het dorpje Belosjtsjelje. In 1929 werd er een houtmolen gebouwd, waaromheen zich een werknederzetting vormde, die werd vernoemd naar de bolsjewistische leider Dzerzjinski. In 1933 werd de naam van de nederzetting hernoemd tot Narjan-Mar, een combinatie van de Nenetse woorden narjana ("rode") en mar ("stad"); "Rode Stad". In 1935 kreeg Narjan-Mar de status van stad. In 1936 werd een stadsplan uitgevoerd met vooral houten huizen en in het begin van de jaren 60 verschenen de eerste stenen gebouwen in het centrum.
Tot de bezienswaardigheden in de stad behoren een oorlogsmonument voor de Tweede Wereldoorlog, een orthodoxe kerk en een postkantoor.
| 1926   | 1939   | 1959   | 1970   | 1979   | 1989   | 2002   |
| ------ | ------ | ------ | ------ | ------ | ------ | ------ |
| 14.000 | 13.000 | 13.200 | 18.900 | 23.400 | 20.182 | 18.611 |

## Geboren
- Aleksandr Terentjev (21 mei 1999), langlaufer

Bestuurlijk centrum: Archangelsk

Kargopol · Korjazjma · Kotlas · Mezen · Mirny · Narjan-Mar (Nenetsië) · Njandoma · Novodvinsk · Onega · Severodvinsk · Sjenkoersk · Solvytsjegorsk · Velsk